# Chiesa della Natività di Maria Santissima (Castellazzo Novarese)
La chiesa della Natività di Maria Santissima è la parrocchiale di Castellazzo Novarese, in provincia e diocesi di Novara; fa parte dell'unità pastorale della Bassa Valsesia.

## Storia
Le prime attestazioni della pieve di Castellazzo, che aveva il titolo di Santa Maria di Camodeia, risalgono al Medio Evo; dopo un periodo di grande importanza nel XII secolo, a partire dal Trecento questo luogo di culto andò incontro a una progressiva decadenza.
Alla fine del XIX secolo la pieve versava in pessime condizioni, tanto che il 1º novembre 1898 venne chiusa al culto e poi in buona parte demolita nel 1902.
I lavori di costruzione della nuova parrocchiale neoromanica iniziarono nel 1904; l'edificio venne inaugurato da don Francesco Grassi.
La chiesa fu poi interessata da un intervento di ristrutturazione negli anni sessanta, in occasione del quale venne anche rimaneggiata.

## Descrizione

### Esterno
La facciata a salienti della chiesa, rivolta a nordovest, si compone di due corpi: quello principale, caratterizzato da una fascia centrale intonacata, presenta il portale d'ingresso e il rosone, mentre quello laterale, che si sviluppa sulla destra, è interamente rivestito da mattoni.
I fianchi laterali dell'edificio sono anch'essi in mattoni a faccia vista, seppur scanditi da lesene di colore grigio.
Annesso alla parrocchiale è il campanile a pianta quadrata, la cui cella presenta una bifora per lato ed è coronata dalla guglia a base ottagonale.

### Interno
L'interno dell'edificio è suddiviso in tre navate da pilastri sorreggenti degli archi a tutto sesto; al termine dell'aula si sviluppa il presbiterio, rialzato di alcuni gradini e chiuso dall'abside di forma semicircolare.